# Lynx (snöskoter)

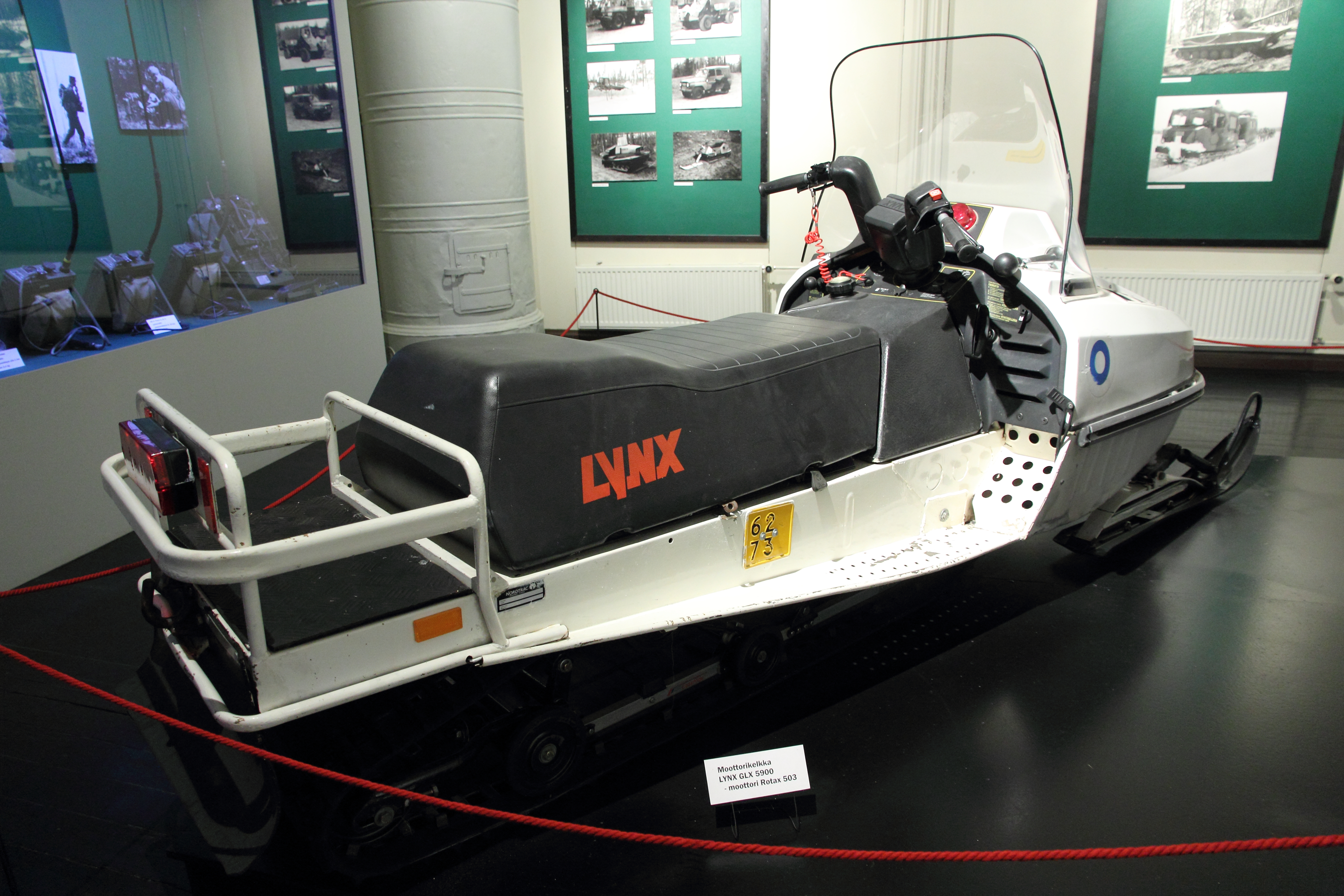
Lynx 5900 GLX som använts av Finlands armé.

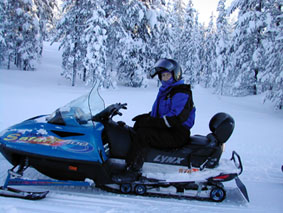
Lynx snöskoter.

Lynx (tidigare Valmet Lynx) är ett varumärke som sedan 1993 ägs av Bombardier Recreational Products (BRP). Tillverkningen av snöskotrar av märket Lynx sker i Rovaniemi i Finland och dessa säljs huvudsakligen i Norden och Ryssland. Företaget har tillverkat snöskotrar sedan 1969 och den mest kända är 5900, "femnian" och dess efterträdare Yeti och 3900 och dess efterträdare Forest Fox.
Första modellen av Lynx hette Valmet Lynx. Den lanserades 1969 och tillverkades av Velsa Oy i Rovaniemi. Motorn var en 350 cm3 från Sachs.

## Historia
Under 1960- och början av 1970-talet expanderade snöskoterindustrin med stor efterfrågan i bland annat Nordamerika, och bidrog till framväxten av många skotertillverkare även i Norden, där de största tillverkarna var svenska Ockelbo och Aktiv (f.d. Sno-Tric) samt finländska Lynx.  
Lynx som började tillverkas i Rovaniemi i slutet av 1960-talet fick sitt namn genom en namngivningstävling där en 12-årig flicka skickat in det vinnande bidraget Lynx (av ordet Lynx lynx, det latinska namnet för lodjur). Maskinerna var anpassade för nordiska förhållanden med drivband med jämförelsevis stor bredd. Lynx inriktade sig inledningsvis främst på den finska marknaden. 
När ALCAB tog över den svenska generalagenturen[när?] ökade försäljningen på den svenska marknaden, bland annat med modellen 535 som hade ledad förlängning och växellåda med två växlar framåt och en bakåt. 
I början av 1980-talet presenterade man Finlandia som var en kortbandare med 50 cm bred matta och ett nykonstruerat chassi. Modellen presenterades även med ledad förlängning under namnet 5900 GLX som blev en stor försäljningsframgång. 
Idag[när?] finns det flera olika varianter på 5900 hos Lynx där 59 Yeti är toppversionen med 1000 kubiks V2-motor. Modellen tillverkas även av Ski-Doo under namnet Tundra, samt licenstillverkas i Ryssland under namnet Tajga. 
ALCAB engagerade sig i den svenska skotercrosscirkusen, och hade under 1980-talet framgångar med modellen Lynx 3500.
I mitten av 1980-talet köpte Lynx upp den svenska konkurrenten Ockelbo. Tillverkningen skulle fortsätta i Ockelbo och de båda märkena skulle utvecklas individuellt. När Lynx själva blev uppköpta av Bombardier (Ski-Doo) blev tre varumärken för mycket. Lynx och Ockelbo slogs ihop och all tillverkning flyttades till Rovaniemi. Sista Ockelbon var dubbelbandaren 8000 som försvann ur produktionen i mitten av 1990-talet.
Införlivningen i Bombardier-koncernen gav större resurser för utveckling och framtagning av de nya modellerna Cobra och Rave med en tydlig strömlinjeform.  
Lynx var tidiga med att ha ledad förlängning både för hjul- och glidboggi, samt den så kallade Syncro-lådan som möjliggör växling i farten. Boggi och framvagn har anpassats för att tåla användning i den nordiska skotercrossen.

## Modeller från Lynx
- Lynx Adventure 550 / 600 SDI
- Lynx Adventure 800 H.O.
- Lynx Forest Fox
- Lynx Valmet 350
- Lynx Finlandia
- Lynx 535
- Lynx 520
- Lynx 3800
- Lynx GLS 3300[1]
- Lynx 5900
- Lynx 6900
- Lynx Enduro
- Lynx Rave
- Lynx GL 250
- Lynx GL 250 Syncro
- Lynx GL 3900 Syncro
- Lynx GLX
- Lynx 640
- Lynx 650
- Lynx 3900 GL
- Lynx 635
- X-Trim
- X-terrain
- Boondocker
- Commander
- 49 Ranger
- 59 Ranger
- 69 Ranger
- 69 Alpine